# Ali ibne Issa Aljarrá
Ali ibne Issa ibne Daúde Aljarrá (Dair Cuna, 859 - Bagdá, 1 de agosto de 946) foi um oficial de origem persa do Califado Abássida. Descendente de uma família com longa história de serviço no governo abássida, ascendeu ao poder na corte califal, servindo como vizir em 913-917, 918–923 e 927–928. Sua carreira política, coincidindo com o declínio terminou do Estado abássida, foi turbulenta, marcada por uma luta de poder contra seu rival Alboácem Ali ibne Alfurate e seus apoiantes, resultando em períodos frequentes de exílio. Em contraste a generosidade e extravagância de ibne Alfurate, Ali foi austero e um oponente determinado da corrupção, o que lhe rendeu muitos inimigos. No entanto, foi mais tarde lembrado como o "bom vizir" por seu talento administrativo e honestidade.